# 国際アマチュアピアノコンクール
国際アマチュアピアノコンクールは、1996年に第1回が開催されたアマチュアピアノ愛好家を対象としたピアノコンクールである。2006年までは日本アマチュアピアノコンクールと称していた。

## 来歴
- 第1回（1996年）から第9回（2004年）までは財団法人日本音楽教育文化振興会が主催。
- 2005年は休止。
- 2006年、2007年は国際アマチュアピアノコンクールとして日墺文化協会が主催。
- 第1回大会から参加者の高い演奏水準で知られた。第5回からは中級者も参加しやすいようにA部門、B部門に分けられ、第7回にC部門も作られた。
- 参加者数は最盛期にはB部門の定員150名に達し（各部門総数で約250名）、一時的に注目を集めた。2007年現在は各部門合計して100名前後に落ち着いている。

## 参加資格
- 過去に音楽高校または音楽大学で専門教育を受けた者は参加資格が無い（マスタークラス受講や個人的に師事する場合はこの限りではない）。
- 満年齢で18歳以上、高校生は参加できない。
- 参加者年齢の上限は無い。
- 過去の本コンクールで1位を受賞した者は、次年度以降参加できない。

## 課題曲
- 第1次予選（3～5分以内）：第1回から第4回まではスカルラッティのソナタが課題とされている。第5回からは第1次予選は任意の自由曲となり、第1次から自由曲を弾きたいという参加者の要望が叶えられた。国際アマチュアピアノコンクール（2006年以降）でも第1次予選は任意の自由曲である

- 第2次予選（A部門は8～10分、B部門は6～8分）：第2回から第9回までは古典ソナタの任意の楽章を選曲。A部門ではベートーヴェン、モーツァルト、ハイドン、クレメンティの4人の作曲家の中から任意のソナタの任意の楽章を制限時間以内に演奏する。B部門ではバッハの任意の作品と自由曲。第8回からはA部門はベートーヴェンとモーツァルト、B部門はハイドンとクレメンティのソナタから選曲。2007年はA部門はバッハの任意の曲と自由曲、B部門は自由曲。

- 本選（A部門は12～14分、B部門は8～12分）：A部門は第1回から第7回までは指定された作曲家の中から任意の自由曲。第8回以降は出版されている任意の自由曲。B部門は任意の自由曲（第8回からはバッハの任意の自由曲+任意の作曲家の自由曲）。2007年はA,B両部門とも任意の自由曲。

## 審査委員長
- 日本アマチュアピアノコンクール（第1回～第9回） 田村宏（東京芸術大学名誉教授）
- 国際アマチュアピアノコンクール（2006年～） 辛島輝治（東京芸術大学名誉教授）

## 評価
- 第1次予選、第2次予選、本選と選抜していき、第2次予選に古典ソナタの課題が必須であったため、専門家の登竜門とされる日本音楽コンクールのアマチュア版とも言われ、学習熱心な参加者は継続して参加を続けている傾向が見られる（国際アマチュアピアノコンクールに変更されてからは古典ソナタの課題は無いが、第2次予選でバッハを必須としている）。
- 本選進出者の演奏水準の高いことでも知られ、名称が変わった現在でも本選に進む事は大変に難しい事とされている。